# 佩岑基兴
佩岑基兴是奥地利下奥地利州梅尔克县的一个市镇。总面积2.89平方公里，总人口1331人，人口密度460.6人/平方公里（2005年）。